# Carlton SC
Carlton SC is een voormalige Australische voetbalclub uit Melbourne in de staat Victoria. De club speelde in de National Soccer League. Carlton SC was de voetbaltak van Carlton Football Club, een Aussie Rules-club uit Melbourne.

## Geschiedenis
Carlton SC werd op gericht in 1997. De club kende een goed eerste jaar met een tweede plaats in de National Soccer League achter kampioen South Melbourne FC. Vanwege financiële problemen en lage bezoekersaantallen werd Carlton SC halverwege het seizoen 2000/2001 opgeheven.

## Bekende (oud-)spelers
- Marco Bresciano
- Simon Colosimo
- Vince Grella
- Joshua Kennedy
- Dave McPherson
- Archie Thompson